# ジャック・マリタン
ジャック・マリタン（Jacques Maritain、1882年11月18日 - 1973年4月28日）はフランスの哲学者。新トマス主義者。

## 略歴
1882年パリに生まれる。アンリ4世校を経てソルボンヌ大学で自然科学を学び、当時は唯物論者であったが、後にアンリ・ベルクソンの形而上学の講義を聴講し、影響を受け、個人的にも親交を深めた。その後はその影響を抜け、1906年カトリックに入信した。妻のライサ・マリタンも哲学者でカトリック教徒 。
1913年パリ・カトリック大学教授。1945年にはバチカン市国大使も勤めた。著書は、法律や教育や芸術など多分野にわたっている。法、政治、経済における自らの実践的な問題に関する立場を「政治的ヒューマニズム」と称し、近代の生んだ理性主義、不可知論、個人主義、無神論を批判した上で、共通善に基づく政治を追求しようとした。その思想は、雑誌:エスプリを創刊したエマニュエル・ムーニエをはじめ、多くのカトリックの知識人に影響を与えた。
キリスト教的哲学論争では、これを肯定する立場からエティエンヌ・ジルソンと共に、エミール・ブレイエらと対立した。	
1961年、アカデミー・フランセーズ文学大賞受賞。	
1973年4月28日、トゥルーズで死去。

## 著書（邦訳）
- 『三人の改革者 - ルター デカルト ルソー』（Trois réformateurs : Luther, Descartes, Rousseau, 1925）麻生宗由訳、彌生書房〈彌生選書16〉1971年
- 『宗教と文化』（Religion et culture, 1930）吉満義彦訳、甲鳥書林〈現代カトリック文藝叢書〉、1944年
- 『詩とは何か - その位置について』（Situation de la poésie, 1938）ライサとの共著、倉田清訳、南窓社、1970年
- 『人間教育論 - 岐路に立つ教育』（Education at the crossroad, 1943）溝上茂夫訳、創文社〈フォルミカ選書〉1954年、新版1974年 
  - 『岐路に立つ教育』荒木慎一郎訳、九州大学出版会〈長崎純心大学学術叢書〉2005年
- 『全きヒューマニズム　新しいキリスト教社会の現世的・霊的諸問題』荒木慎一郎訳、知泉書館 2023年
- 『人間と国家』（Man and State, 1951、L'Homme et l'État, 1953）久保正幡・稲垣良典訳、創文社、1962年、1973年
- 『典礼と観想』（Liturgie et contemplation, 1959）ライサとの共著、須賀敦子訳、エンデルレ書店、1967年
- 『芸術家の責任』（The responsibility of the artist, 1960）浜田ひろ子訳、九州大学出版会、1984年
- 『フランス哲学者の見たアメリカ』（Reflections on America, 1958）小林珍雄訳、荒地出版社、1958年
- 『人間の教育 - ジャック・マリタンの教育哲学』（The education of man, The educational philosophy of J.M., ed. D./I. Gallagher, 1967）ドナルド・A・ギャラガー、アイデラ・J・ギャラガー編、稲垣良典監修、梅村敏郎訳、九州大学出版会、1983年